# 林丹汗
林丹汗（1592年—1634年），又稱作陵丹巴圖爾台吉、靈丹、或旦，号庫圖克圖汗（Хутагт Хаан，明人称之“虎墩兔憨”），是蒙古本部宗主并直辖察哈尔部（1604年－1634年在位），也是最後一任受到公認的蒙古大汗。

## 生平

### 早年
1603年其祖父布延薛禅汗去世，作为布延薛禅汗的长孙的林丹汗，因为其父亲莽骨速的早逝，年仅13岁的他于1604年继任汗位。即位后的林丹汗马上面临着两大棘手的问题，一个是要有效控制蒙古各部；另一个是要对付努爾哈赤所领导下的后金的崛起。之前察哈尔万户驻牧在广宁以北，骚扰辽东明军。他为了巩固以自己为中心的蒙古大汗地位，在当初辽代庆州的旧址上修建了瓦察尔图察汉城（又称白城，遗址在今赤峰市北部阿鲁科尔沁旗），以此地作为整个蒙古本部的政治、军事、经济、文化中心，在直接控制着内喀尔喀巴林、扎鲁特、巴岳特、乌齐叶特、弘吉剌等五部的同时，也遥控其他蒙古部落。

### 与努尔哈赤的战争
即位后第四年的林丹汗就与后金爆发了冲突。1608年努尔哈赤的长子褚英领兵攻打乌拉部，乌拉部是海西女真的一支，与科尔沁接壤，乌拉部向科尔沁蒙古求援。面对后金的势力日益逼近蒙古地区，在此之前又有不断来自科尔沁、内喀尔喀部等各部王储的要防范后金的进言。在林丹汗的同意之下，科尔沁部王储奥巴父子统帅科尔沁大军进抵乌拉部，与乌拉部军队联手击退了褚英的进犯。之后，叶赫部又受努尔哈赤的威胁，遂向林丹汗求援，林丹汗又命奥巴父子领科尔沁大军驰援叶赫部，激战中努尔哈赤的部将布扬古阵亡。之后数次与后金的交手，都以林丹汗获胜告终。当时后金的羽翼实力尚未丰满，努尔哈赤不敢同时与明朝和蒙古进行两线作战。他把主战场放在对明朝的同时，对蒙古则采取退避三舍的策略，甚至以通婚联姻为手段以笼络科尔沁、内喀尔喀部，以舒缓来自蒙古方面的压力。
在1619年夏季的萨尔浒大战之前，林丹汗所统治下的蒙古与后金、明朝所形成的三足鼎立中处于有利的地位。自1612年起，林丹汗连年进攻明朝的辽东边界，要求市赏。在面临日益壮大的后金威胁面前，明朝为避免两线作战，并希望借助林丹汗的力量牵制后金，明朝于1617年同意以广宁（今辽宁锦州北镇）作为与蒙古通商的窗口，予蒙古以经济方面的好处，因而在努尔哈赤进攻辽东地区初期，明朝北部边界与蒙古相安无事。作为回报，明朝每年向林丹汗赠送白银千两以示感谢，后赏银不断增加，至天启末年，达到12万两白银。1619年十月，林丹汗派遣使臣康喀勒拜瑚持書到女真住地，自稱“四十萬蒙古之英主成吉思汗”，藐視努爾哈赤稱“水濱三萬人之王”。
萨尔浒战役大获全胜的后金与蒙古和明朝的力量对比发生了根本性的转折。萨尔浒战役结束后不久，努尔哈赤又马不停蹄地继续攻击明朝驻守的铁岭，大伤元气的明朝此时不得不向林丹汗求援。于是林丹汗急派内喀尔喀五部、科尔沁部率军万余人驰援明军，当蒙古援军抵达铁岭时，後金軍已攻陷铁岭，在数量占优且士气高涨的后金军的攻击下，蒙古军败下阵来，几个王爷将领也被后金俘获。在以后的1621年3月进攻沈阳的战役中，林丹汗的军队也没有拿下刚刚被努尔哈赤占领的沈阳城，以解救被俘的弘吉剌的齐塞诺延，最后是用万余牲畜赎回了这位被俘的将领。铁岭、沈阳之战的失利使林丹汗的势力退回到蒙古境内。
1625年，他北征归附后金的科尔沁部，没有胜利。察哈尔万户的敖汉部和奈曼部先后投降后金。

### 皈依红教
林丹汗即位初期，和蒙古众多部一样信奉黄教。接受迈达哩诺们汗的灌顶，将108函藏文《甘珠尔经》翻译成蒙古文。为了寻求蒙古地区的信徒，1618年西藏红教喇嘛沙尔巴呼图克图来到蒙古，林丹汗在察哈尔接待了他，并被他的弘法法术所打动。于是封他为国师，接受其灌顶。这样做所引起的后果与信奉黄教的蒙古地区发生了分歧，使这些部落开始疏远林丹汗，这对他今后控制整个蒙古产生了不利的影响。

### 各部的叛离以及与皇太极的决战

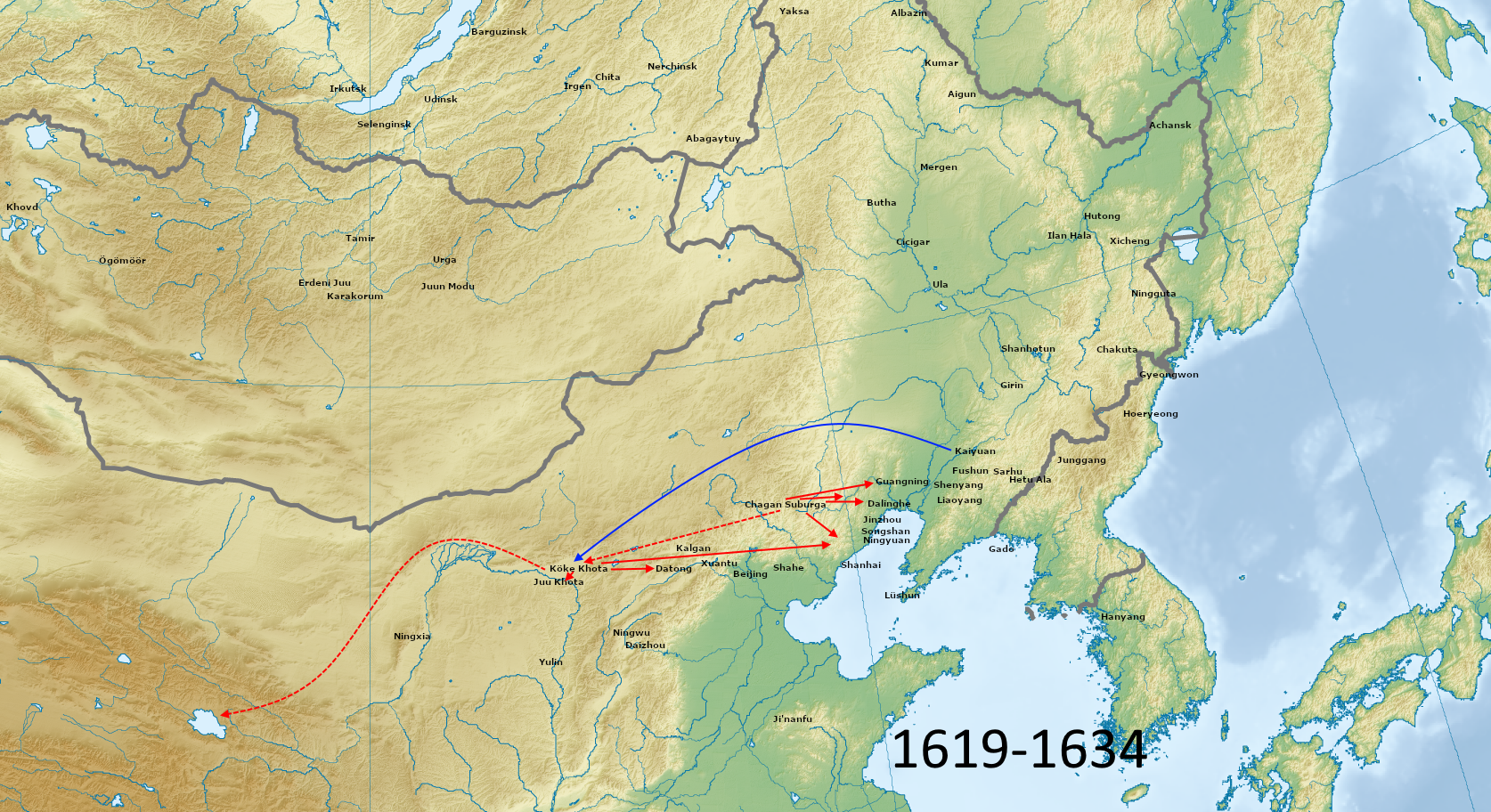
林丹汗溃逃青海

1626年8月努尔哈赤去世，皇太极登基即位。此时的后金对蒙古已由过去的消极防守改为主动出击。对皇太极来说，在南下入关之前，必须先解决蒙古这个后背隐患，以避免重蹈金朝的覆辙。为消弱林丹汗的势力，皇太极对蒙古各部采取联姻、劝诱、征讨一系列软硬兼施的策略，以蚕食瓦解林丹汗所控制的各蒙古部落，而皇太极本人也于1625年娶了科尔沁部寨桑之次女布木布泰（孝庄文皇后）为妾。在萨尔浒战役后，内喀尔喀等五部就已经背着林丹汗与后金单独媾和。1624年好儿趁部（科尔沁）又归顺后金，林丹汗率军征讨，好儿趁向后金求援并与后金军联手对付林丹汗，迫使林丹汗退却；皇太极的精心引诱以及林丹汗为急于统一蒙古而对其他各部动辄以武力相逼，使得短短的三年期间，察哈尔部外围的那些部落纷纷弃林丹汗而投往后金。在瓦解林丹汗统辖各部的策略得手之后，皇太极曾试图以那些归降的蒙古旧部劝说林丹汗归降，但被林丹汗所拒绝。
1627年，他西进顺义王卜失兔占据的河套地区，在「召城之战」击败土默特和永谢布联军，占据归化城（今呼和浩特市）。济农额璘臣所在的鄂尔多斯部也向他归附。林丹汗又和外喀尔喀的绰克图台吉取得联系，互相呼应。号称统率八大营二十四部，势力东起辽西，西至洮河。他于是决定联合明朝抗击后金，明朝答应每年赐银八万一千两，将之前给予漠南蒙古诸部的岁赐都交给察哈尔，给予其垄断对明朝贸易的权利。
1628年2月皇太极以劝降使臣被察哈尔的多罗特部所杀害为理由，亲率大军征讨察哈尔，此战役击败了林丹汗所辖的多罗特部，俘获万余人；同年7月喀喇沁部归顺皇太极；9月皇太极再次出兵察哈尔，这次除后金的军队之外，那些归顺后金的敖汉部、奈曼部、内喀尔喀部、喀喇沁部以及科尔沁蒙古各部也一同参战。皇太极亲率大军攻入察哈尔的锡尔哈锡伯图等地，俘获众多人畜，只因科尔沁部的奥巴有意放水，林丹汗与其弟和其他部下得以逃脱到察哈尔边界。
他向东攻打归附后金的蒙古部落，抵达兴安岭以东的西拉木伦河北岸，被皇太极反击。自1628年到1632年这四年期间，又有阿鲁科尔沁部、四子部落、阿鲁伊苏特部、噶尔玛伊勒登等部相继归降皇太极，使得林丹汗愈发成为孤家寡人。1632年3月皇太极决定对林丹汗进行了第三次也是最后一次决定性的征讨战，这次出征加上归降后金的蒙古各部落总兵力为10万之众。4月皇太极率大军越过兴安岭，在皇太极的大军压境之下，林丹汗希望撤退到漠北的喀尔喀部，然而外喀尔喀三部不愿接纳他。在皇太极的追击之下，林丹汗只得带10万余众向西逃循，渡黄河、抵鄂尔多斯。此次林丹汗的西部大溃逃，丢人弃马，部下有数万人马为皇太极的追兵所收拢。最后，林丹汗向青海进军，想要占据西藏，控制藏传佛教，号令整个蒙藏地区，继续对抗后金。他来到大草滩（今甘肃境）一带安营扎寨，休养生息以图东山再起。然而常年的戎马征战令他身體每況愈下，1634年夏林丹汗得天花病卒。

### 漠南蒙古归顺后金
林丹汗死后，其子额哲率部撤回到鄂尔多斯。在得知林丹汗病故的消息后，皇太极于1635年派多尔衮等人前往鄂尔多斯寻找额哲，并于当年4月找到了他。皇太极将察哈尔置于义州，分设左右翼察哈尔八旗，封林丹汗之子额哲为亲王，并以自己之女许嫁给额哲。1636年3月，漠南蒙古16部49个大小封建主会聚沈阳，承认皇太极为汗。至此漠南蒙古纳入了后金的管辖统治之下。

## 家庭

### 妻妾
林丹汗亡故后，先后有六位妻妾率领部归顺后金，并改嫁皇太极和其他贵族。另有两个妹妹随苏泰太后一同归附，其中，泰松公主嫁代善。
- 苏泰太后，额哲母，嫁和硕郑亲王济尔哈朗
- 囊囊太后，嫁皇太极，后封麟趾宫贵妃
- 窦土门福晋，嫁皇太极，后封衍庆宫淑妃
- 俄尔哲依太后，嫁阿巴泰
- 伯奇太后，嫁豪格
- 郭尔土门福晋，或称高尔土门福晋，归降途中嫁护送大臣衮出斯僧格（衮楚克宰桑），再嫁来归者齐塔特车尔贝。

### 儿子
- 额哲，娶皇太极二女马喀塔
- 阿布奈，其在额哲死后，娶马喀塔，生子布尔尼

### 女儿
- 没有女儿的记载。囊囊太后、窦土门福晋再嫁皇太极后，各有抚养一位蒙古女的记录。有认为这两位蒙古女便是林丹汗之女。窦土门福晋所抚养的淑侪在崇德五年（1640年）与多尔衮正式成婚。崇德八年（1643年），囊囊太后所抚养的蒙古女下嫁察哈尔部德参济王之子噶尔马[5]。

### 引用
1. ↑  薩岡. . : 第82頁 （中文）. 長子陵丹巴圖爾台吉，壬辰年生，歲次甲辰年，十三歲即位，大眾稱為庫圖克圖汗。
2. ↑  . anue鉅亨.   [2020-01-21]. （原始内容存档于2021-01-14）.
3. ↑  聂晓灵. . 内蒙古民族大学.   [2014-06-25].
4. ↑  宝音初古拉.  (PDF). 内蒙古大学 蒙古学研究中心.   [2023-01-08]. （原始内容存档 (PDF)于2023-01-07）.
5. ↑  王艳春，责任编辑：杜佳. . 中国经济网，来源：北国网－时代商报.   [2015-02-25]. （原始内容存档于2016-03-04） （简体中文）.